# Rovos Air
 (février 2015).
Si vous disposez d'ouvrages ou d'articles de référence ou si vous connaissez des sites web de qualité traitant du thème abordé ici, merci de compléter l'article en donnant les références utiles à sa vérifiabilité et en les liant à la section « Notes et références ».

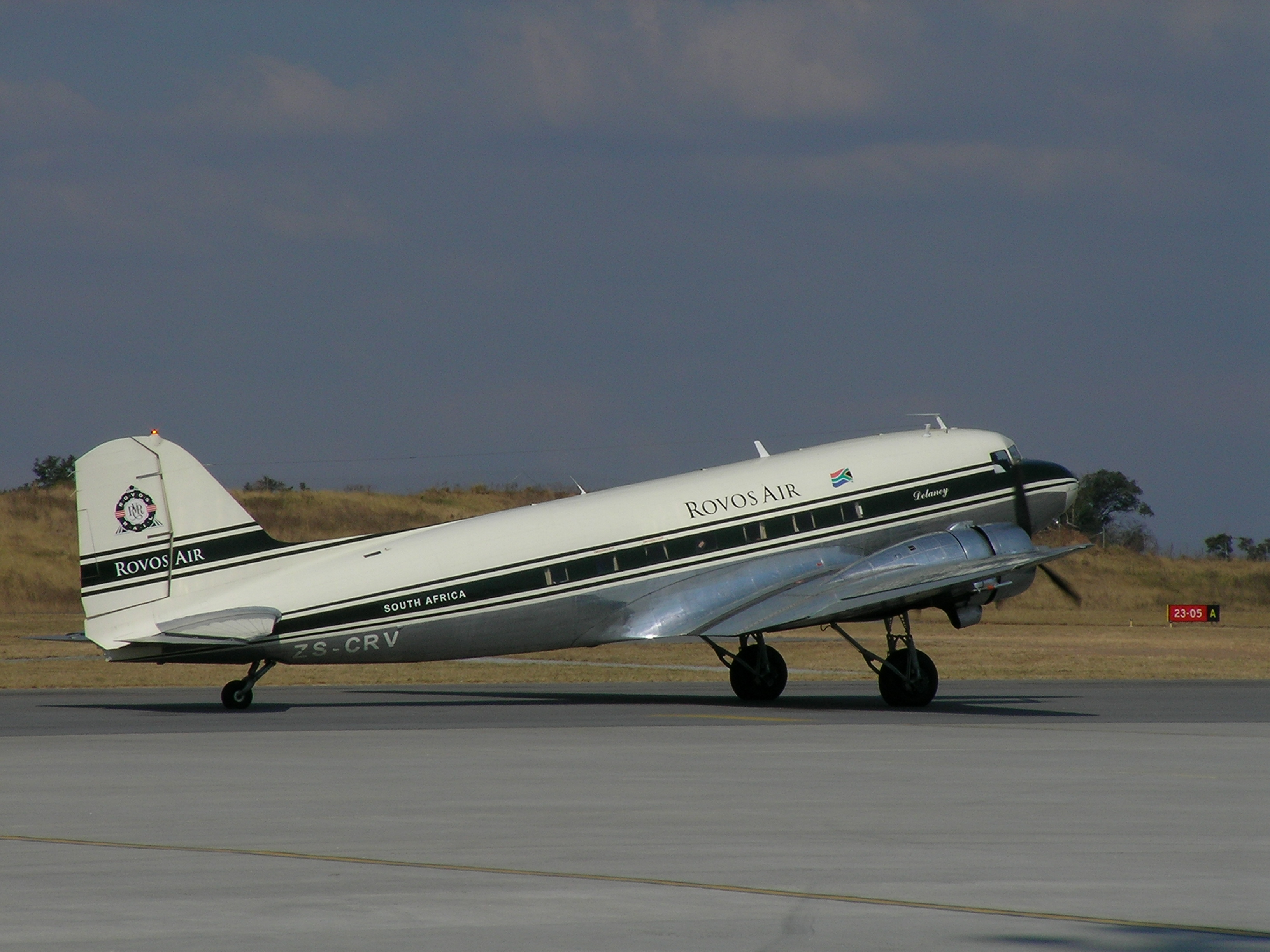
DC-3 de Rovos Air Delaney

Rovos Air est une compagnie aérienne charter basée à Randpark Ridge, en Afrique du Sud.
Rovos Air a été créée en 2002 par Rohan Vos propriétaire du Rovos Rail, les opérateurs de la prestigieuse Pride of Africa. La compagnie exploitait le trafic touristique entre Pretoria et Victoria Falls, offrant aux passagers un vol nostalgique dans l'aéronef d'hier, entièrement rénové et équipé de sièges de luxe pour correspondre à la berline Wagon dans leur train.
Durant un vol en octobre 1975 entre Sishen et Johannesbourg, une petite fille appelée Delaney est née à bord, et le DC-3 porte toujours son nom.
En 2009, Rovos Air a été vendu à TIM Holdings (Pty) Ltd. Rovos Air, opérant sous Gryphon Airlines, opère désormais un MD-83 et un DC-9, avions offrant des vols charters en Afrique, au Moyen-Orient et en Asie centrale et du Sud.